# Xian de Ningshan
Le xian de Ningshan (宁陕县 ; pinyin : Níngshǎn Xiàn) est un district administratif de la province du Shaanxi en Chine. Il est placé sous la juridiction de la ville-préfecture d'Ankang.

## Démographie
La population du district était de 72 957 habitants en 1999.